# Griffi
I Griffi furono una nobile famiglia bresciana originaria di Losine in Val Camonica.

## Stemma
" D'azzurro, al grifo rampante, d'oro " 

## Esponenti della Famiglia
- Giovanni Griffi, (XI sec. ) vescovo

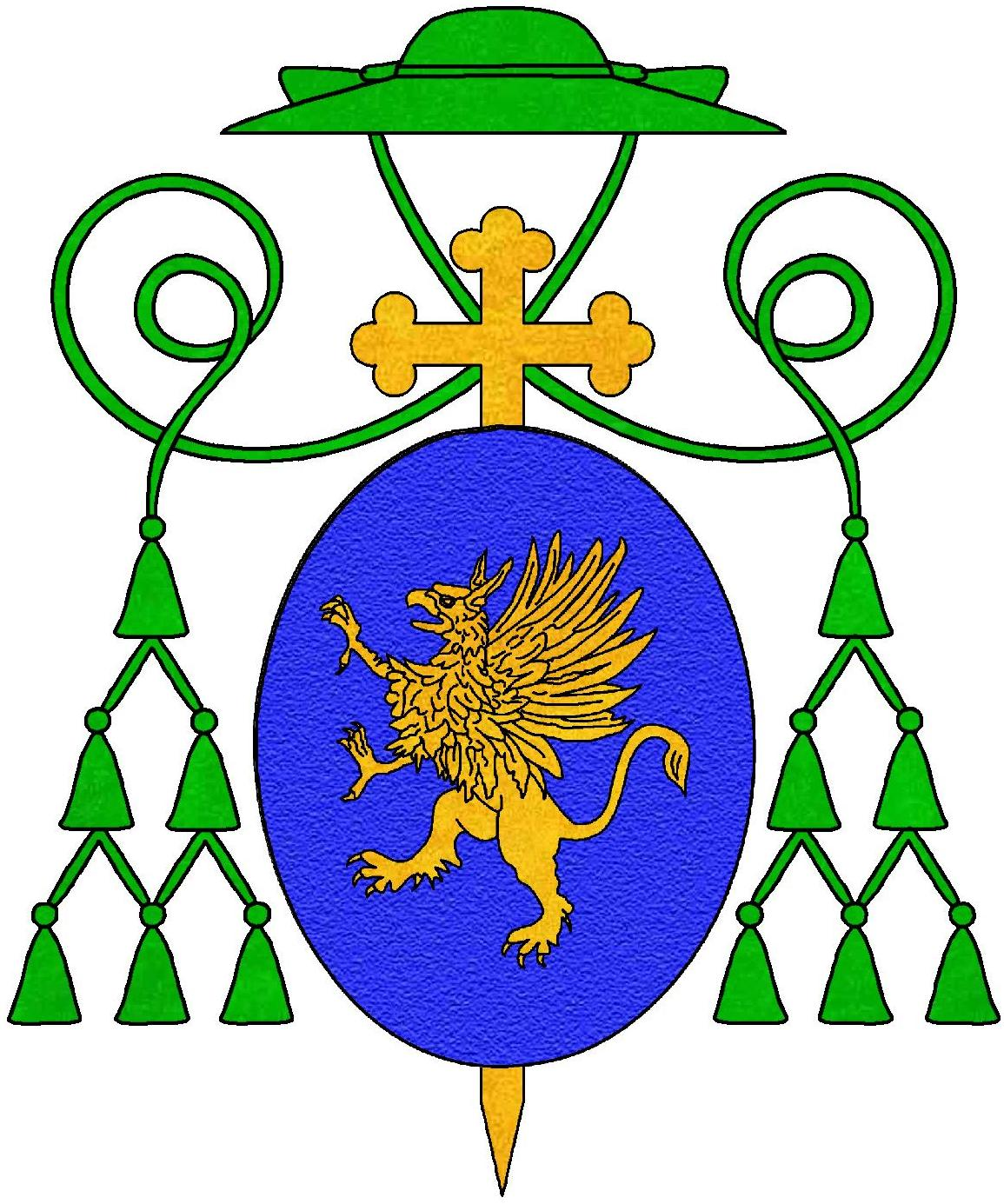
Stemma del Vescovo Griffi

## Dimore
- Castello di Monticelli (XI sec.)
- Castello di Losine (XI sec.)
- Palazzo Griffi Losine

## Possedimenti
I Griffi furono feudatari di Losine dal 1000-1365, sconfitti dai Federici, ripresero possesso del feudo e ne amministrarono nuovamente il potere dal 1428 fino al 1700.
Fino al 1400 furono inoltre feudatari di Monticelli d'Oglio, allora chiamato Monticelli de Griffi.

## Toponimi
- Monticelli de Griffi